# Hodomys alleni
Hodomys alleni es una especie de roedor de la familia Cricetidae.

## Distribución geográfica
Es  endémica de México. 